# Nguyên Trọng Hoa
Nguyên Trọng Hoa (chữ Hán: 元仲华; ? - ?) là một Hoàng hậu của Bắc Tề, nguyên là Công chúa Đông Ngụy, em gái Đông Ngụy Hiếu Tĩnh Đế Nguyên Thiện Kiến. Sau trở thành Vương phi của Cao Trừng, trưởng tử Cao Hoan, thuộc dòng dõi hoàng tộc Bắc Tề về sau. 
Cao Trừng chưa từng làm hoàng đế khi còn sống, tước vị cao nhất của ông là Bột Hải Văn Tương vương (勃海文襄王). Do vậy Nguyên Trọng Hoa khi này chưa phải Hoàng hậu mà chỉ là Vương phi. Bà được tôn Hoàng hậu dưới thời em chồng là Bắc Tề Văn Tuyên Đế Cao Dương, nhưng với thân phận "Hoàng tẩu", không phải vợ hoàng đế.

## Tiểu sử
Không rõ ngày sinh của Nguyên Trọng Hoa. Phụ thân bà là Thanh Hà Văn Tuyên vương Nguyên Đản (元亶). Mẫu thân là Hồ Trí (胡智), thuộc dòng họ của Hồ Thái hậu. 
Mùa hè năm 534, Bắc Ngụy Hiếu Vũ Đế, hoàng đế Bắc Ngụy chạy trốn Cao Hoan đến Trường An và băng hà tại đây. Bắc Ngụy bị phân chia thành làm hai nửa: Đông Ngụy và Tây Ngụy (cả hai đều tuyên bố mình là triều đại hợp pháp). Tại Đông Ngụy, Thượng trụ quốc Cao Hoan lập Nguyên Thiện Kiến, anh trai của Nguyên Trọng Hoa lên ngôi (tức Đông Ngụy Hiếu Tĩnh Đế), dời đô từ Lạc Dương đến Nghiệp Thành. Bà được phong Phùng Dực công chúa (馮翊公主), Công chúa của Đông Ngụy. 

## Vương phi
Năm 536, Nguyên Trọng Hoa cho Cao Trừng, trưởng tử của Thượng trụ quốc Cao Hoan, trở thành Bột Hải Vương phi (勃海王妃). Bà được miêu tả là xinh đẹp và ôn hòa. 
Năm 541, Nguyên Trọng Hoa hạ sinh con trai đầu lòng là Cao Hiếu Uyển (高孝琬). Hiếu Tĩnh đế đích thân đến dinh thự của Cao Trừng để chúc mừng, tất cả quan lại cũng gửi tặng những món quà quý giá. Cao Trừng ban đầu từ chối, cho rằng Cao Hiếu Uyển là cháu ngoại của Hoàng đế, vì thế Hoàng đế nên được chúc mừng đầu tiên, song ông cuối cùng đã chấp thuận. Sau đó, bà hạ sinh thêm 2 người con gái.

## Hoàng tẩu Hoàng hậu
Năm 549, Cao Trừng bị đầy tớ Lan Kinh ám sát. Em trai ông, Cao Dương tiếp quản quyền kiểm soát Đông Ngụy. 
Một năm sau (năm 550), Cao Dương buộc Đông Ngụy Hiếu Tĩnh Đế nhượng ngôi cho mình, chấm dứt triều Đông Ngụy và thiết lập nên triều Bắc Tề, trở thành Bắc Tề Văn Tuyên Đế. Tuyên Đế truy phong huynh trưởng Cao Trừng là Văn Tương hoàng đế. Nguyên Trọng Hoa khi này còn sống nên được tôn phong Văn Tương Hoàng hậu (文襄皇后), ngự tại Tĩnh Đức cung (靜德宮). Vì là "Hoàng tẩu" của Tuyên Đế, bà được xem là cựu Hoàng hậu, gọi là Tĩnh Đức Hoàng hậu (靜德皇后) để phân biệt với Lý Tổ Nga, vợ của Tuyên Đế.

## Bị cưỡng gian
Tuyên Đế ngày càng nghiện rượu, trở nên bạo lực thất thường. Ông ép Hoàng tẩu Nguyên Trọng Hoa rời khỏi Tĩnh Đức cung. Hơn nữa, ông cho rằng anh trai Cao Trừng đã từng cưỡng dâm vợ mình là Lý Tổ Nga nên buộc Nguyên Trọng Hoa phải quan hệ bất chính với mình. Sau đó không còn ghi chép về Hoàng hậu Nguyên Trọng Hoa. 
Bà qua đời khoảng từ năm 570 đến 576, được truy tôn thụy hiệu Văn Tương Kính hoàng hậu (文襄敬皇后), hợp táng cùng chồng là Cao Trừng.